# Partido de Azul
Partido de Azul är en kommun i Argentina.   Den ligger i provinsen Buenos Aires, i den centrala delen av landet, 260 km söder om huvudstaden Buenos Aires. Antalet invånare är 62 996.
Trakten runt Partido de Azul består till största delen av jordbruksmark. Runt Partido de Azul är det glesbefolkat, med 9 invånare per kvadratkilometer.